# Hans Christian Andersen
Hans Christian Andersen (Odense, 2 de abril de 1805-Copenhague, 4 de agosto de 1875) fue un escritor y poeta danés famoso por sus cuentos para niños, entre ellos El patito feo, La sirenita, El traje nuevo del emperador y La reina de las nieves; ilustrados por Vilhelm Pedersen.
Hijo de un humilde zapatero, pronto aprendió diversos oficios; pero no finalizó ninguno. Con catorce años, huyó con poco dinero a Copenhague dispuesto a hacer fortuna como actor y cantante; escribió algunas obras y después de privaciones y desengaños, consiguió despertar el interés de personalidades del país que se ocuparon de su formación. Andersen siempre sintió que su origen humilde era un lastre y fantaseaba que era el hijo ilegítimo de un gran señor.
Además de novelas, poesía y teatro, escribió una autobiografía (La aventura de mi vida, 1855) y publicó valiosos libros de viajes fruto de sus experiencias, ya que se pasó aproximadamente diez años de su vida viajando. El autor visitó Alemania, Gran Bretaña, Francia, Suiza, Italia,  Turquía y España entre muchos otros países. Viajaba siempre con una cuerda en su maleta, por si debía escapar por la ventana a causa de un incendio. Fruto de su viaje más largo es el libro El bazar de un poeta (1848). En 1851 publicó sus vivencias por Suecia (En Suecia) y en 1862 lo que vivió durante su estancia en España (En España). 
Sin embargo, a Hans Christian Andersen se le conoce sobre todo por sus cuentos infantiles, algunos inspirados en cuentos y leyendas nórdicas. Pero la mayoría de ellos inventados por él y caracterizados por una gran imaginación, humor y sensibilidad. Algunos críticos sugieren que estas historias no eran tan inocentes, siendo censuradas cuando se editaron, y que, en cualquier caso, reflejan parte de los conflictos internos del escritor. Se ha hablado mucho, entre otros, del paralelismo entre El patito feo y la vida de su autor.
En cualquier caso, estos más de doscientos relatos, algunos traducidos a muchas lenguas, han sido reeditados y gracias a ellos tuvo el privilegio de ser reconocido en vida como autor, convirtiéndose en uno de los clásicos de la literatura infantil. Según el Index Translationum, es uno de los autores más traducidos. Su obra ha inspirado películas —especialmente de animación—, obras de teatro y ballets.
En Odense, su ciudad natal, se encuentra su casa museo, con fotografías, dibujos y recuerdos de Andersen, y se ha convertido en un centro que organiza actividades dirigidas fundamentalmente a la infancia.

## Biografía

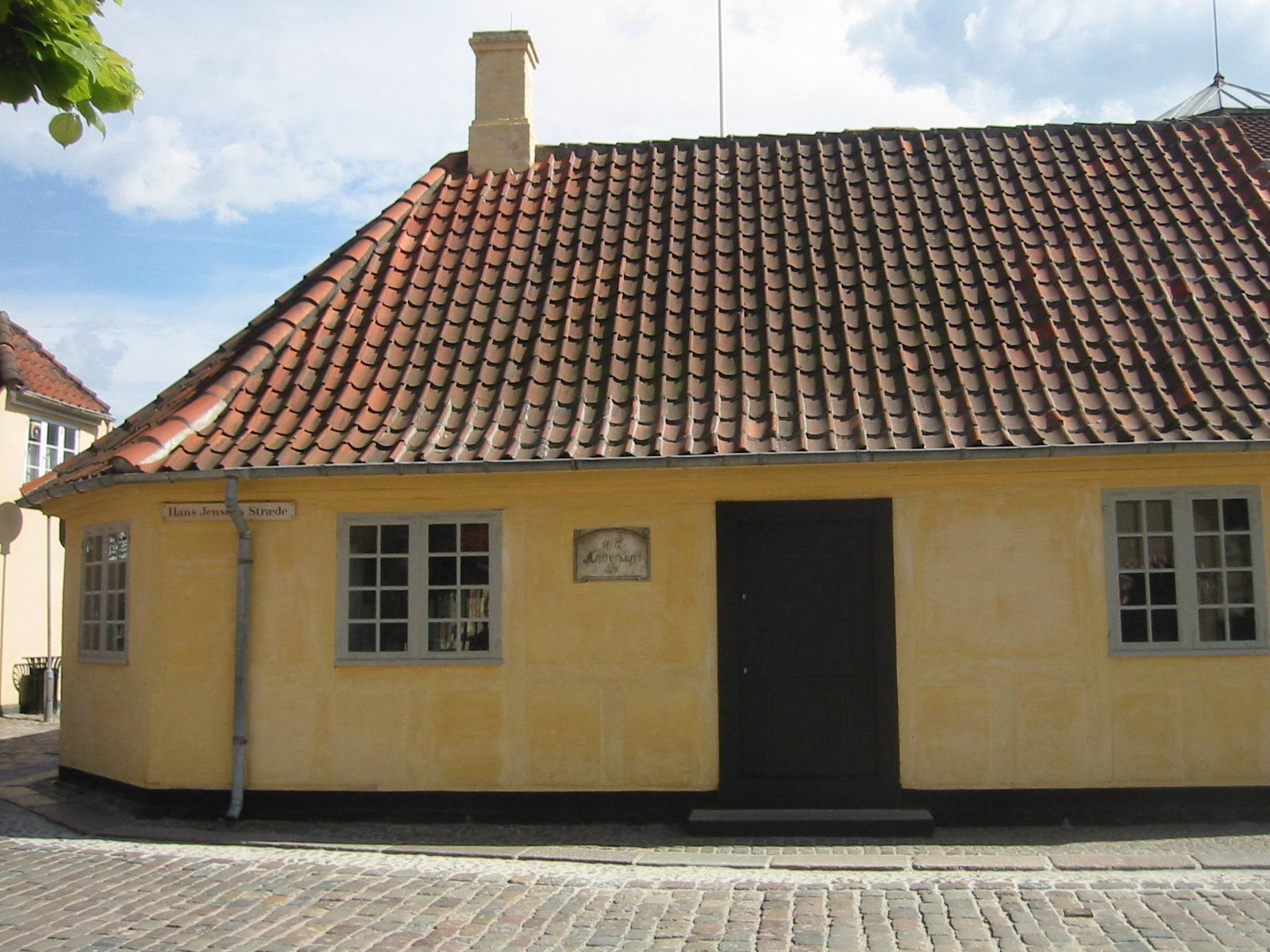
Casa de Hans Christian Andersen en Odense.

Nació el 2 de abril de 1805 en Odense, Dinamarca. Su familia era tan pobre que en ocasiones tuvo que dormir bajo un puente y mendigar. Fue hijo de un zapatero de veintidós años, instruido pero enfermizo, y de una lavandera de confesión protestante. Andersen dedicó a su madre el cuento La pequeña cerillera, por su extrema pobreza, así como No sirve para nada, en razón de su alcoholismo.
Desde muy temprana edad, Hans Christian mostró una gran imaginación que fue alentada por la indulgencia de sus padres. En 1816 murió su padre y Andersen dejó de asistir a la escuela; se dedicó a leer todas las obras que podía conseguir, entre ellas las de Ludwig Holberg y William Shakespeare.

### Comienzos artísticos
Andersen decidió convertirse en cantante de ópera y se trasladó a Copenhague en septiembre de 1819. Una vez allí fue tomado por lunático, rechazado y prácticamente se quedó sin nada; pero hizo amistad con los músicos Christoph Weyse, Giuseppe Siboni (fundador y director de la Real Academia Danesa de Música) y más tarde con el poeta Frederik Høegh-Guldberg. 
Siboni, tras escucharlo, decidió patrocinar sus estudios, pero las malas condiciones de su habitación durante el invierno le hicieron perder la voz. No obstante, su tragedia "Alfsol" atrajo la atención de Jonas Collin, el director del Teatro Real de Copenhague (además de ser consejero de Estado, lo que significaba que tenía cercanos nexos con el rey), que sería su mecenas y también su amigo de por vida.
El rey Federico VI se interesó en el extraño muchacho y lo envió durante algunos años a la escuela de Slagelse. Dada su escasa instrucción previa, fue enviado con los alumnos más jóvenes, lo que aunado a la antipatía del director hizo que, como más tarde reconoció, estos años fueran los más oscuros y amargos de su vida. No obstante, el agradecido Andersen perseveró en sus estudios y conservó notas que dejaron satisfecho al consejero, y permaneció en Slagelse y en la escuela de Elsinor (en danés Helsingør) hasta 1827. Collin finalmente consideró acabados sus estudios y Andersen volvió a Copenhague.

### Carrera

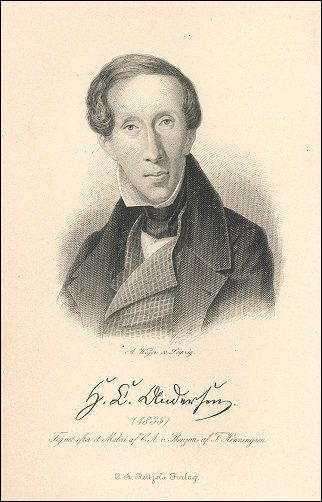
Hans Christian Andersen, 1835.

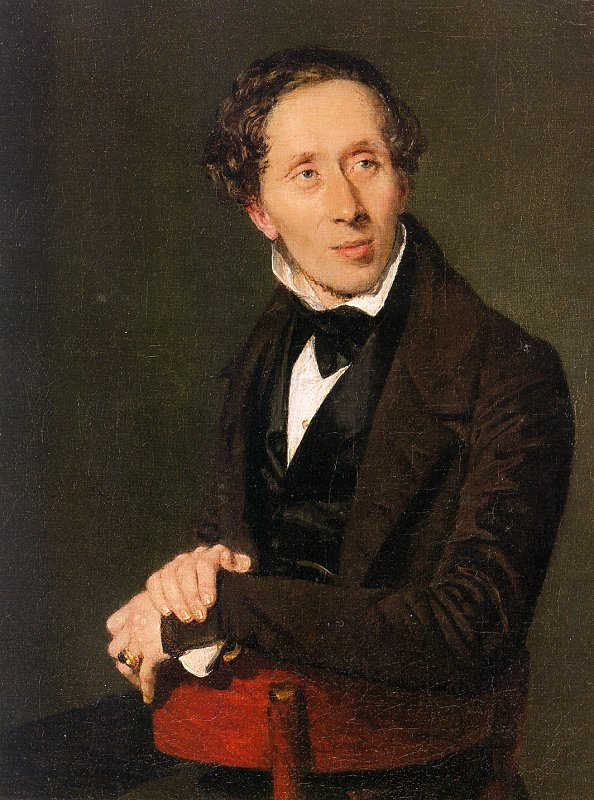
Retrato de 1836, pintado por Christian Albrecht Jensen.

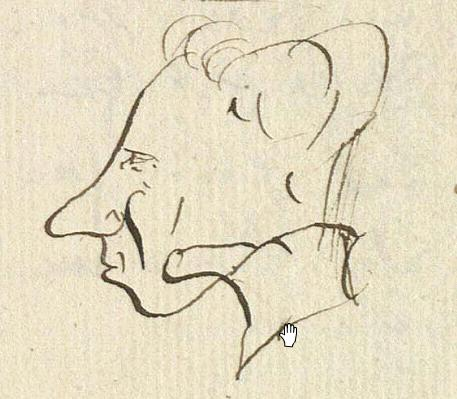
Hans Christian Andersen, autorretrato de 1830.

El mismo año de 1827 Hans Christian logró la publicación de su poema «El niño moribundo» en la revista literaria Kjøbenhavns flyvende Post, la más prestigiosa del momento; apareció en las versiones danesa y alemana de la revista.
Andersen fue un viajero empedernido («viajar es vivir», decía). Tras sus viajes escribía sus impresiones en los periódicos. De sus idas y venidas también sacó temas para sus escritos. 
Exitosa fue también su primera obra de teatro, El amor en la torre de San Nicolás, publicada en 1839.
Para 1831 había publicado el poemario Fantasías y esbozos y realizado un viaje a Berlín, cuya crónica apareció con el título Siluetas. En 1833 recibió del rey una pequeña beca de viaje e hizo el primero de sus largos viajes por Europa. 
En 1834 llegó a Roma. Fue Italia la que inspiró su primera novela, El improvisador, publicada en 1835, con bastante éxito. En este mismo año aparecieron también las dos primeras ediciones de Historias de aventuras para niños, seguidas de varias novelas de historias cortas. Antes había publicado un libreto para ópera, La novia de Lammermoor, y un libro de poemas titulado Los doce meses del año.
El valor de estas obras en principio no fue muy apreciado; en consecuencia, tuvieron poco éxito de ventas. No obstante, en 1838 Hans Christian Andersen ya era un escritor establecido. La fama de sus cuentos de hadas fue creciendo. Comenzó a escribir una segunda serie en 1838 y una tercera en 1843, que apareció publicada con el título Cuentos nuevos. Entre sus más famosos cuentos se encuentran «El patito feo», «El traje nuevo del emperador», «La reina de las nieves», «Las zapatillas rojas», «El soldadito de plomo», «El ruiseñor», «La sirenita», «Pulgarcita», «La pequeña cerillera», «El alforfón», «El cofre volador», «El yesquero», «El ave Fénix», «La sombra», «La princesa y el guisante» entre otros. Han sido traducidos a más de ochenta idiomas y adaptados a obras de teatro, ballets, películas, dibujos animados, videojuegos y obras de escultura y pintura.
El más largo de los viajes de Andersen, entre 1840 y 1841, fue a través de Alemania (donde hizo su primer viaje en tren), Italia, Malta y Grecia a Constantinopla. El viaje de vuelta lo llevó hasta el Mar Negro y el Danubio. El libro El bazar de un poeta (1842), donde narró su experiencia, es considerado por muchos su mejor libro de viajes.
Andersen se convirtió en un personaje conocido en gran parte de Europa, a pesar de que en Dinamarca no se le reconocía del todo como escritor. Sus obras, para ese tiempo, ya se habían traducido al francés, al inglés y al alemán. En junio de 1847, visitó Inglaterra por primera vez, viaje que resultó todo un éxito. Charles Dickens lo acompañó en su partida. 
Después de esto, Andersen continuó con sus publicaciones, aspirando a convertirse en novelista y dramaturgo, lo que no consiguió. De hecho, Andersen no tenía demasiado interés en sus cuentos de hadas, a pesar de que es justamente por ellos por los que es valorado hoy en día. Aun así, continuó escribiéndolos y en 1847 y 1848 aparecieron dos nuevos volúmenes. Tras un largo silencio, Andersen publicó en 1857 otra novela, Ser o no ser. En 1863, después de otro viaje, publicó un nuevo libro de viaje, en España, país donde le impresionaron especialmente las ciudades de Málaga (donde tiene erigida una estatua en su honor), Granada, Alicante y Toledo. 
Una costumbre que Andersen mantuvo por muchos años, a partir de 1858, fue la de narrar de su propia voz los cuentos que le volvieron famoso.

### Vida sentimental y sexualidad
Andersen se enamoró a menudo de mujeres inaccesibles para él y muchas de sus historias se interpretan como alusiones a sus fracasos sentimentales. La más famosa de estas fue la soprano Jenny Lind.Su pasión le inspiró el cuento «El ruiseñor», y contribuyó a que la apodaran la «ruiseñor sueca». Andersen solía mostrarse tímido con las mujeres y tuvo serias dificultades para declararse a Lind. Lo hizo por carta cuando Lind tomaba un tren para realizar un concierto. Sus sentimientos no eran correspondidos, ya que ella lo veía como a un hermano, como expresó en una carta de 1844: «Adiós… que Dios proteja a mi hermano es el sincero deseo de su afectuosa hermana, Jenny». Otro amor no correspondido de la juventud de Andersen fue una chica llamada Riborg Voigt. Se encontró una bolsita que contenía una larga carta de Riborg junto al pecho de Andersen cuando murió. En su diario escribió esta súplica: «Todopoderoso Dios, tú eres lo único que tengo, tú que gobiernas mi sino, ¡debo rendirme a ti! ¡Dame una forma de vida! ¡Dame una novia! ¡Mi sangre quiere amor, como lo quiere mi corazón!». Otras decepciones amorosas fueron Sophie Ørsted, la hija del físico Hans Christian Ørsted, y Louise Collin, la hija menor de su benefactor Jonas Collin.
De igual forma que tuvo poco éxito con las mujeres, Andersen también se sintió atraído sin ser correspondido por varios hombres. Por ejemplo, escribió a Edvard Collin: «Languidezco por ti como por una joven calabresa... mis sentimientos por ti son como los de una mujer. La feminidad de mi naturaleza y nuestra amistad deben permanecer en secreto». Collin, por su parte, escribió en sus memorias: «No me encontré capaz de responder a su amor, y eso causó al escritor mucho sufrimiento». Tampoco llegaron a convertirse en relaciones duraderas las pasiones de Andersen por Carlos Alejandro, el joven heredero del ducado de Sajonia-Weimar-Eisenach, y el bailarín Harald Scharff. Estudios literarios modernos sugieren que en algunas obras de Andersen hay un homoerotismo camuflado, fruto de su homosexualidad reprimida. Esta represión se ve ya en los diarios de juventud de Andersen en los que registra su intención de no mantener relaciones sexuales.

### Andersen y Harald Scharff

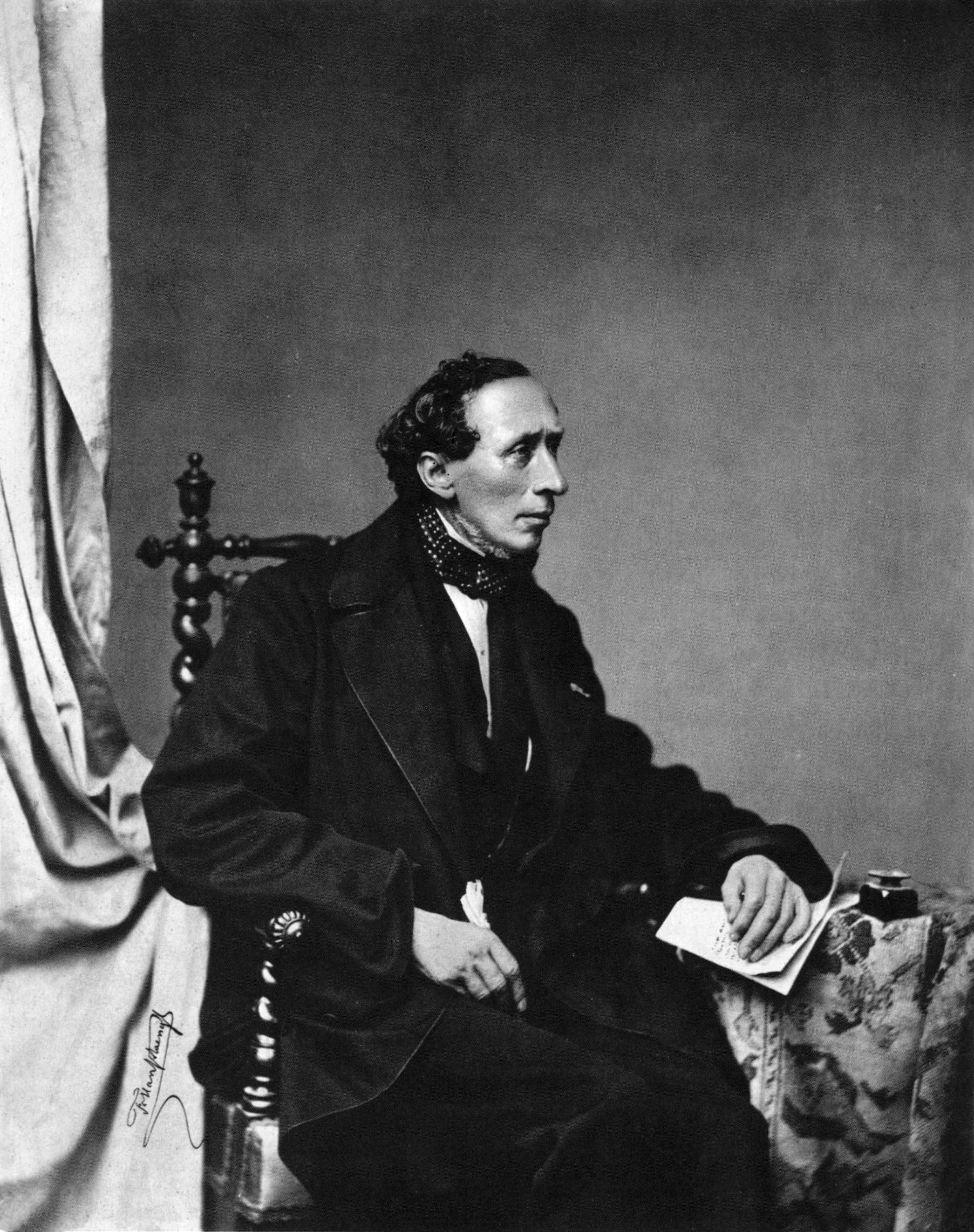
Retrato de Hans Cristian Andersen de julio de 1860.

Andersen conoció a Harald Scharff, un joven y hermoso bailarín danés de la compañía del Teatro Real de Copenhague, en 1857 en París. Andersen hacía escala en París camino a Dinamarca procedente de Inglaterra, de una visita a Charles Dickens, y Scharff estaba de vacaciones con su compañero de casa, el actor Lauritz Eckardt. Entonces, Andersen y Scharff visitaron juntos Notre Dame. Pasarían tres años hasta que Andersen volviera a encontrarse de nuevo a la pareja por casualidad en Baviera en julio de 1860. Los tres hombres disfrutaron de una semana juntos en Múnich y su entorno. Es probable que en ese período Andersen se enamorara de Scharff. Según su diario, Andersen «no se sintió del todo bien» cuando los dos jóvenes dejaron Múnich el 9 de julio de 1860 para ir a Salzburgo.
Tras la partida de Scharff y Eckardt para Salzburgo, Andersen viajó a Suiza, pero allí se sentía abatido y deprimido. En noviembre regresó a Copenhague y se fue a pasar las navidades a Basnæs, la finca de un aristócrata amigo suyo en la costa de Selandia. Las fiestas navideñas le levantaron el ánimo y escribió «El hombre de nieve», en la Nochevieja de 1860. Se publicó con otros cuentos nuevos de Andersen dos meses después, el 2 de marzo de 1861 en el volumen Nuevos cuentos de hadas e historias. Segunda serie. Colección primera del editor de Copenhague C. A. Reitzel.

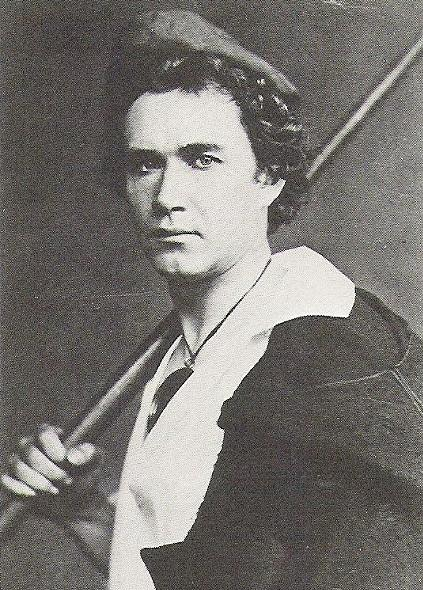
Harald Scharff caracterizado para una representación del ballet Nápoles, 1860.

La amistad de Andersen y Scharff continuó, y a comienzos de 1862 empezaron una relación que a Andersen le produjo «alegría, cierta realización sexual y su eventual final le llevó a la soledad». Andersen se refiere a este período de su vida como el «período erótico», en una anotación de su diario de marzo de 1862. No se mostró discreto en sus conductas públicas junto a Scharff y mostró abiertamente sus sentimientos incluso en demasía. Algunos testigos calificaron la relación de «impropia y ridícula».
La relación entre ambos terminó a finales de 1863 cuando Scharff fue dejándolo gradualmente a medida que se intensificaba su relación con Eckardt. Andersen anotó en su diario el 27 de agosto en 1863 que la pasión de Scharff hacia él se había enfriado. Y el 13 de noviembre de 1863 anotó: «Scharff no me ha visitado en ocho días, todo ha acabado con él». En diciembre leyó cuentos en la casa de Eckhardt, donde estuvieron presentes Scharff y una bailarina, Camilla Petersen, con la que se prometería pero con la que nunca llegó a casarse. Andersen tomó el final de la relación con calma y los dos antiguos amantes siguieron coincidiendo posteriormente en su círculo social sin reproches. Andersen trató varias veces, sin éxito, de retomar la relación íntima con Scharff.
Cuando la relación se desvaneció, Andersen se sintió viejo. Especuló que nunca tendría otra relación. En septiembre de 1863 escribió: «No puedo vivir en mi soledad, estoy cansado de la vida». En octubre anotó: «Me siento viejo y cuesta abajo». En 1864, tras un paréntesis de doce años con el teatro, Andersen compuso tres nuevas obras para los teatros de Copenhague, en las que se examinaba el amor fraternal y los sentimientos profundos entre hombres. Una de las razones por las que el escritor pudo volver a hacer un intento en un campo en el que ya había experimentado fracasos en el pasado sería la posibilidad de mantenerse cerca de Scharff en el Teatro Real. Actualizó su ópera de 1832 El cuervo, que fue puesta en escena en Copenhague el 23 de abril de 1865 donde Scharff interpretó a un vampiro que chupaba la sangre de un joven en su noche de bodas. En 1871, Bournonville compuso un ballet basado en el cuento de Andersen «El soldadito de plomo», cuyo papel principal fue interpretado por Scharff. Pero el bailarín se rompió la rodilla durante un ensayo de El Trovador en noviembre de 1871, lo que le obligó a dejar su carrera en el ballet. Intentó convertirse en actor sin mucho éxito, y terminó casándose con la bailarina Elvida Møller en 1874.

### Últimos días y muerte

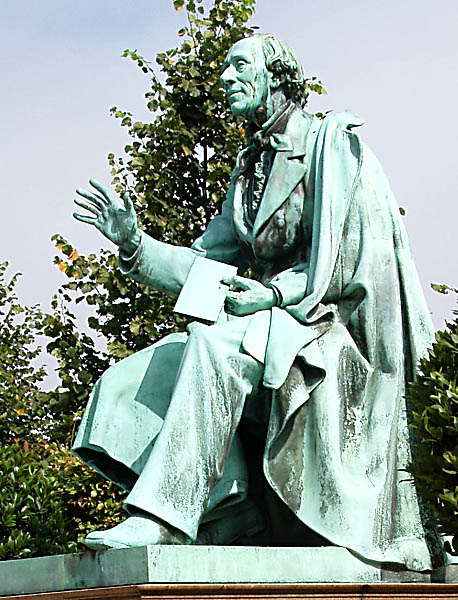
Escultura de Hans Christian Andersen en el Jardín de Rosenborg en Copenhague.

Sus cuentos para niños continuaron apareciendo hasta 1872, cuando las últimas historias fueron publicadas en Navidad. Durante la primavera de ese año, Andersen sufrió una caída desde su propia cama, lo que le produjo heridas graves. Nunca volvió a recuperarse del todo, y el 4 de agosto de 1875 murió en la casa llamada Rolighed, cerca de Copenhague, donde está enterrado.

## Reconocimientos
Hans Christian Andersen recibió en vida muchos honores. En 1866 el rey de Dinamarca le concedió el título honorífico de consejero de Estado y en 1867 fue declarado ciudadano ilustre de su ciudad natal.
En su honor, desde 1956 se concede, cada dos años, el premio Hans Christian Andersen de literatura infantil y, desde 1966, también de ilustración. El 2 de abril, fecha de su nacimiento, se celebra el Día Internacional del Libro infantil. En 2006, año del bicentenario del nacimiento del autor, se celebró en todo el mundo recordando su vida y obra.
En 1976, el astrónomo Nikolái Chernyj bautizó en honor a este escritor al asteroide 2476.
En la sección de colecciones especiales de la Biblioteca del Congreso de Estados Unidos hay una colección única de materiales de Andersen, legada por el actor Jean Hersholt. De esta colección tiene un interés particular un original libro de recuerdos de Andersen preparado por el joven Jonas Drewsen.

### Estatuas y monumentos
En el puerto de Copenhague hay una estatua de la Sirenita, recordando el personaje de Andersen.

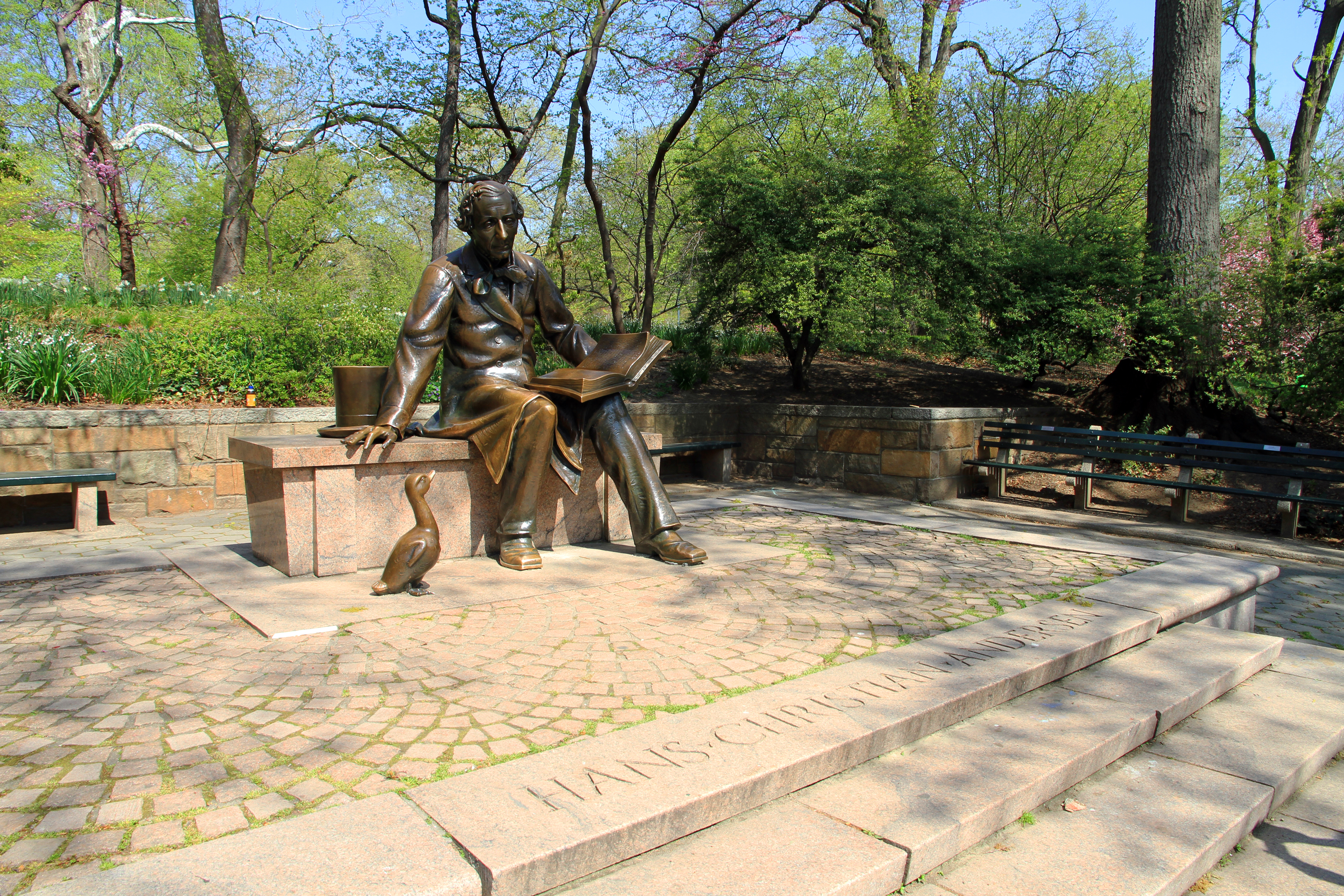
Estatua con el patito feo en Central Park de Nueva York.

En los Estados Unidos se encuentran algunas estatuas de Hans Christian Andersen: en el Central Park de Nueva York, en el Lincoln Park de Chicago, y en Solvang, en California. 
Hay una estatua de Hans Christian Andersen en Bratislava (Eslovaquia), en memoria de su visita en 1841. También hay una estatua del escritor en Málaga (España), en memoria de su visita en octubre de 1862 a esta ciudad, así como una placa conmemorativa de la respectiva en la ciudad de Bailén.
En la ciudad japonesa de Funabashi hay un parque temático infantil con el nombre de Hans Christian Andersen. En la ciudad polaca de Lublin hay un teatro de marionetas y actores con su mismo nombre. En la ciudad china de Shanghái se inauguró en 2006 un parque temático basado en los cuentos de Andersen.

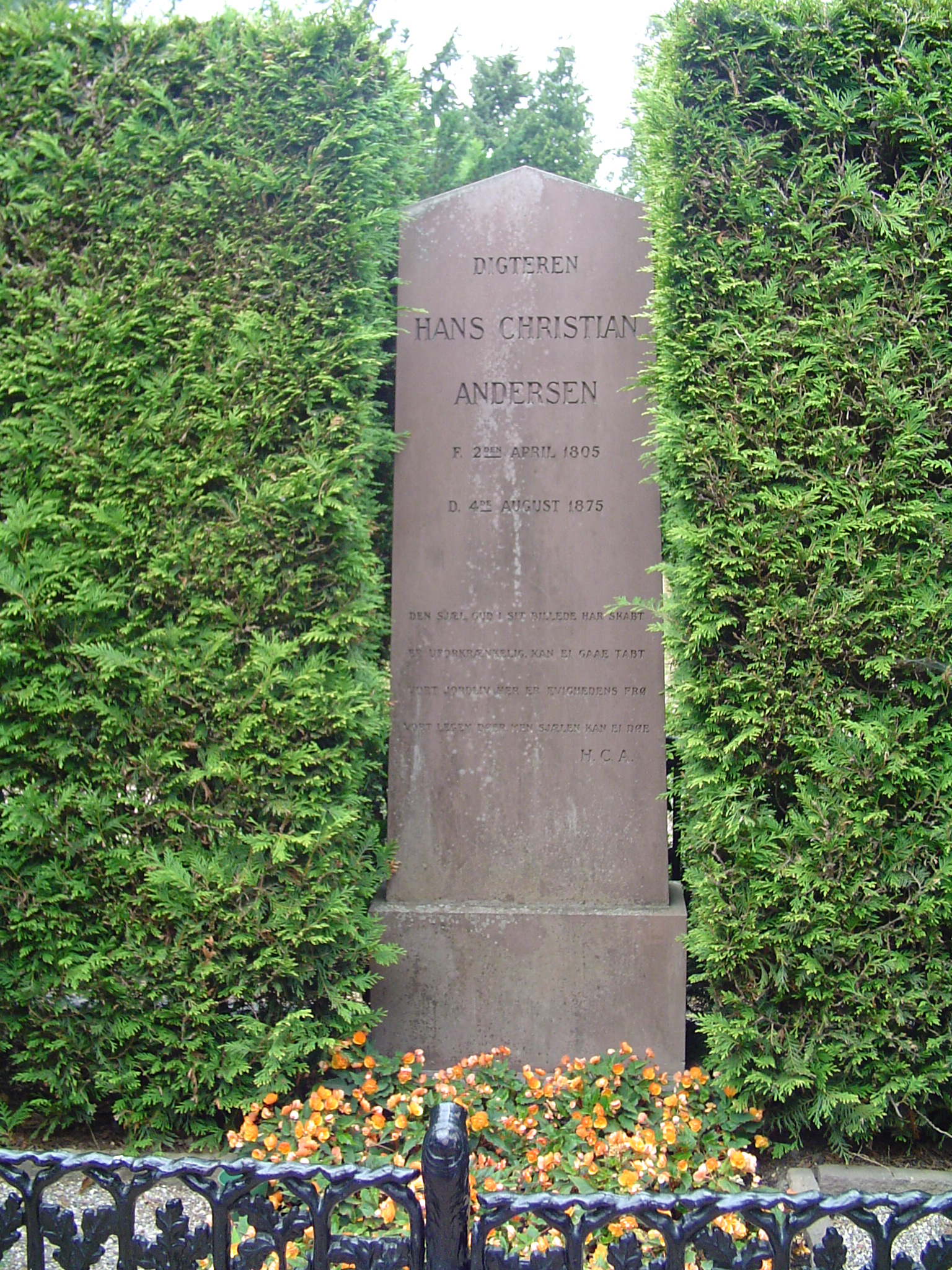
Tumba de Hans Christian Andersen.

## Arte, entretenimiento y medios
- Hans Christian Andersen (1952), una película musical americana protagonizada por Danny Kaye, inspirada por la vida y legado de Andersen y que no es ni histórica ni geográficamente exacta, comienza diciendo: "Esta no es la historia de su vida, sino un cuento de hadas acerca de este gran contador de los cuentos".[38]

## Obras
Andersen escribió aproximadamente ciento sesenta y ocho cuentos; algunos son los siguientes:
- El yesquero (1835)
- La princesa y el guisante (1835)
- Pulgarcita (1835)
- La sirenita (1837)
- El traje nuevo del emperador (1837)
- Los cisnes salvajes (1838)
- El soldadito de plomo (1838)
- El cofre volador (1839)
- El Príncipe Malvado (1840)
- El alforfón (1841)
- El ángel (1843)
- El patito feo (1843)
- El ruiseñor (1843)
- El abeto (1844)
- La reina de las nieves (1844)
- Las zapatillas rojas (1845)
- La pequeña cerillera (1845)
- Los campeones de salto (1845)
- El muñeco de nieve (1861)
- El tesoro dorado (1865)